# Feuer-Drache
Der Feuer-Drache (Bingchen, chinesisch 丙辰, Pinyin bǐngchén) ist das 53. Jahr des chinesischen Kalenders (siehe Tabelle 天支 60-Jahre-Zyklus). Es ist ein Begriff aus dem Bereich der chinesischen Astrologie und bezeichnet diejenigen Mondjahre, die durch eine Verbindung des dritten Himmelsstammes (丙,  bǐng, Element Feuer und Yáng) mit dem fünften Erdzweig (辰,  chén), symbolisiert durch den Drachen (龍,  lóng), charakterisiert sind.
Nach dem chinesischen Kalender tritt eine solche Verbindung alle 60 Jahre ein. Das letzte Feuer-Drache-Jahr begann 1976 und dauerte wegen der Abweichung des chinesischen vom gregorianischen Kalenderjahr vom 31. Januar 1976 bis 17. Februar 1977.

## Feuer-Drache-Jahr
Im chinesischen Kalenderzyklus ist das Jahr des Feuer-Drachen 丙辰bǐngchén das 53. Jahr (am Beginn des Jahres: Holz-Hase 乙卯 yǐmǎo 52).
| Liste der Feuer-Drache-Jahre des 60-Jahres-Zyklus (Ende des Zyklus – bei Zählung vom 1. Regierungsjahr Huángdì) (Beginn des Zyklus – bei Zählung vom 61. Regierungsjahr Huángdì)            |              |              |              |              |              |              |              |              |              |              |
| Zykl. | 0            | 1            | 2            | 3            | 4            | 5            | 6            | 7            | 8            | 9            |
| 0 | 2645 v. Chr. | 2585 v. Chr. | 2525 v. Chr. | 2465 v. Chr. | 2405 v. Chr. | 2345 v. Chr. | 2285 v. Chr. | 2225 v. Chr. | 2165 v. Chr. | 2105 v. Chr. |
| 10 | 2045 v. Chr. | 1985 v. Chr. | 1925 v. Chr. | 1865 v. Chr. | 1805 v. Chr. | 1745 v. Chr. | 1685 v. Chr. | 1625 v. Chr. | 1565 v. Chr. | 1505 v. Chr. |
| 20 | 1445 v. Chr. | 1385 v. Chr. | 1325 v. Chr. | 1265 v. Chr. | 1205 v. Chr. | 1145 v. Chr. | 1085 v. Chr. | 1025 v. Chr. | 965 v. Chr.  | 905 v. Chr.  |
| 30 | 845 v. Chr.  | 785 v. Chr.  | 725 v. Chr.  | 665 v. Chr.  | 605 v. Chr.  | 545 v. Chr.  | 485 v. Chr.  | 425 v. Chr.  | 365 v. Chr.  | 305 v. Chr.  |
| 40 | 245 v. Chr.  | 185 v. Chr.  | 125 v. Chr.  | 65 v. Chr.   | 5 v. Chr.    | 56           | 116          | 176          | 236          | 296          |
| 50 | 356          | 416          | 476          | 536          | 596          | 656          | 716          | 776          | 836          | 896          |
| 60 | 956          | 1016         | 1076         | 1136         | 1196         | 1256         | 1316         | 1376         | 1436         | 1496         |
| 70 | 1556         | 1616         | 1676         | 1736         | 1796         | 1856         | 1916         | 1976         | 2036         | 2096         |
| 80 | 2156         | 2216         | 2276         | 2336         | 2396         | 2456         | 2516         | 2576         | 2636         | 2696         |
| Hinweis: Die laufende Nr. des Zyklus ergibt sich aus der Zeilen-Nr. addiert mit der Spalten-Nr. Beispiel: Das Feuer-Drache-Jahr des 35. Zyklus (Zeile 30 + Spalte 5) entspricht 545 v. Chr. |              |              |              |              |              |              |              |              |              |              |